# هارتموت میشل
هارتموت میشل (به آلمانی: Hartmut Michel) زیست شیمیدان آلمانی و برنده جایزه نوبل است. او ۱۸ ژوئیه ۱۹۴۸ زاده شد. در سال ۱۹۸۸
«برای تعیین ساختار سه بعدی یک مرکز واکنش فوتوسنتزی»
به همراه رابرت هابر و یوهان دشنهافر موفق به دریافت جایزه نوبل شیمی شد.